# Kościół Matki Bożej w Aleppo
Kościół Matki Bożej w Aleppo – kościół parafialny należący do Apostolskiego Kościoła Ormiańskiego w Aleppo. Położony jest w centrum miasta, w dzielnicy As-Sulajmanijja.

## Historia
Kościół został wzniesiony pod koniec XX wieku i konsekrowany 1 maja 1983 r. przez Jego Świątobliwość patriarchę – katolikosa Wszystkich Ormian, Karekina II.

## Architektura
Świątynia jest budowlą murowaną wzniesioną w tradycyjnym stylu ormiańskim na planie krzyża greckiego, zwieńczoną kopułą z dwiema wieżyczkami po bokach fasady. Zakończona jest półkolistą apsydą.

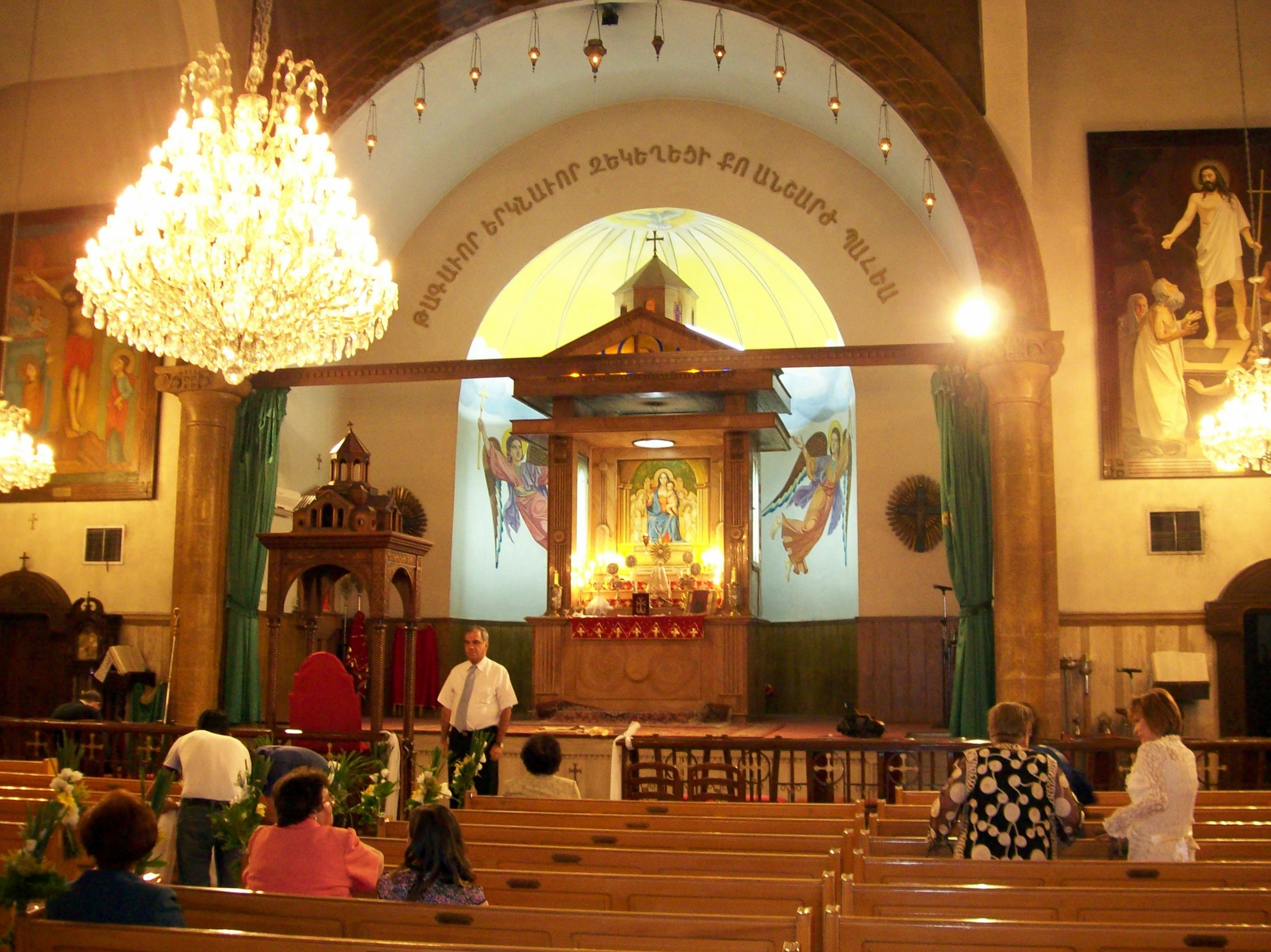
Wnętrze

## Wnętrze
Ołtarz drewniany, kolumnowy z obrazem Matki Bożej, wyposażony w tradycyjną zasłonę. Za ołtarzem malowidła z postaciami aniołów. Po bokach obrazy Ukrzyżowania i Zmartwychwstania.